# Jagged Edge (album de Gary Numan)
Pour les articles homonymes, voir Jagged Edge.
Albums de Gary Numan
Jagged Edge
Jagged Edge est la version double disque comportant des versions alternative de l'album précédent Jagged.

## Liste des morceaux
Tous les morceaux sont écrits par Gary Numan.
| Disque 1 | Disque 1                                      | Disque 1 | Disque 1 | Disque 1 | Disque 1 | Disque 1 | Disque 1 | Disque 1 | Disque 1 |
| No       | Titre                                         | Durée    |          |          |          |          |          |          |          |
| -------- | --------------------------------------------- | -------- | -------- | -------- | -------- | -------- | -------- | -------- | -------- |
| 1.       | Edge (Fenton/Numan)                           | 4:13     |          |          |          |          |          |          |          |
| 2.       | Fold (Fenton/Numan)                           | 6:57     |          |          |          |          |          |          |          |
| 3.       | Halo (Sulpher/Numan)                          | 4:34     |          |          |          |          |          |          |          |
| 4.       | In A Dark Place (Single Remix) (Fenton/Numan) | 4:08     |          |          |          |          |          |          |          |
| 5.       | Blind (Holliday/Young/Numan)                  | 5:17     |          |          |          |          |          |          |          |
| 6.       | Before You Hate It (Fenton/Numan)             | 5:44     |          |          |          |          |          |          |          |
| 7.       | Haunted (Sulpher/Numan)                       | 5:08     |          |          |          |          |          |          |          |
| 8.       | Slave (Sulpher/Numan)                         | 5:46     |          |          |          |          |          |          |          |
| 9.       | Melt (Fenton/Numan)                           | 4:06     |          |          |          |          |          |          |          |
| 45:53    |                                               |          |          |          |          |          |          |          |          |

| Disque 2 | Disque 2                           | Disque 2 | Disque 2 | Disque 2 | Disque 2 | Disque 2 | Disque 2 | Disque 2 | Disque 2 |
| No       | Titre                              | Durée    |          |          |          |          |          |          |          |
| -------- | ---------------------------------- | -------- | -------- | -------- | -------- | -------- | -------- | -------- | -------- |
| 1.       | Fold (Holliday/Young/Numan)        | 4:43     |          |          |          |          |          |          |          |
| 2.       | Jagged (Fenton/Numan)              | 7:44     |          |          |          |          |          |          |          |
| 3.       | Before You Hate It (Sulpher/Numan) | 5:49     |          |          |          |          |          |          |          |
| 4.       | Pressure (Fenton/Numan)            | 6:32     |          |          |          |          |          |          |          |
| 5.       | In A Dark Place (Fenton/Numan)     | 6:13     |          |          |          |          |          |          |          |
| 6.       | Melt (Monti/Numan)                 | 5:42     |          |          |          |          |          |          |          |
| 7.       | Slave (Fenton/Numan)               | 6:45     |          |          |          |          |          |          |          |
| 8.       | Scanner (Fenton/Numan)             | 5:23     |          |          |          |          |          |          |          |
| 48:51    |                                    |          |          |          |          |          |          |          |          |